# Sanctuaire de la Bienheureuse-Vierge de Cendrole
Le sanctuaire de la Bienheureuse-Vierge (en italien santuario della Beata Vergine delle Cendrole) est un lieu de culte catholique et sanctuaire marial situé à Cendrole, localité rurale dans le nord-ouest de Riese Pio X dans la province de Trévise.

## Histoire
Il s'agit de l'église la plus ancienne de la ville, plus vieille que l'église paroissiale de Riese. La présence d'un bâtiment remonte avant le début de l'ère chrétienne, avec un païen dédié à Diane.
Selon la légende cependant, l'église fut construite après un événement miraculeux, une bergère, s'étant retrouvée dans une forêt en flammes et, entourée par les loups,  a été sauvée par la Vierge. Cette dernière a exprimé le désir de créer un bâtiment sacré, par le traçage de la plante à partir des cendres de l'incendie.
Ancienne pieve pendant le Moyen Âge avec juridiction sur les chapelles qui l'entourent, la ville de Cendrole et son église perdirent de l'importance face à Riese. En 1280, la réinstallation des fonts baptismaux dans l'actuelle paroisse Saint-Matthieu a finalement fait perdre l'importance de l'église dans la région.
Le bâtiment actuel est le résultat de la reconstruction dans le style néoclassique qui est conçu par l'architecte Ottavio Scotti au XVIIIe siècle.
Le sanctuaire était l'un des lieux très fréquentés par le jeune Giuseppe Sarto, futur pape Pie X. En vue du centenaire de la mort du saint pontife, l'église a été profondément restaurée; le travail a été officiellement conclu avec une messe célébrée par l'évêque de Trévise Gianfranco Agostino Gardin le 7 avril 2013. Il reste les travaux sur le campanile, fragilisé par des tremblements de terre et de graves défaillances structurelles provoquant la chute de quelques parties de la corniche.

## Édifice
À l'intérieur de l'église se trouvent des peintures de différentes périodes entre le XVIe et le XXe siècle. Parmi les œuvres se trouve un Saint Eurosia de Noè Bordignon.
Un petit musée expose de nombreux objets de dévotion dans l'enceinte du bâtiment.
Entre l'église et le clocher a été placé le reste, quelque peu altéré, d'une épigraphe romaine murée dans le bâtiment, comme un matériau de récupération. La plaque portant l'inscription L. VILONIU HH VIR PRAEF T. F, et est traduisible par "Lucio Vilonio/quadrumvirat préfet/ordonné que cela a été faut par testament"; et se réfère ensuite à un travail (ne peut pas déterminer quel type), réalisé à la demande d'un gouverneur, peut-être, du municipe d'Asolo,.

### Orgue à tuyaux
Un orgue sans caisse et à transmission mécanique est placé dans le chœur, situé au-dessus de l'entrée principale. Composé d'un seul manuel de 56 touches et une pédale de 27 touches, construit par Domenico Malvestio en 1910. Une partie de l'instrument date du précédent orgue de Gaetano Callido de 1770. La composition phonique est la suivante:
| Manuel       |    |
| Principal    | 8' |
| Octave       | 4' |
| Ripieno      | 4' |
| Flûte        | 4' |
| Viola        | 4' |
| Voix Humaine | 8' |

| Pédale      |     |
| Contrebasse | 16' |
| Bordone     | 8'  |